# Lipico
Un lipico ou lipiko (pluriel : mapico ou mapiko) est un masque-heaume des Makondé du Mozambique.

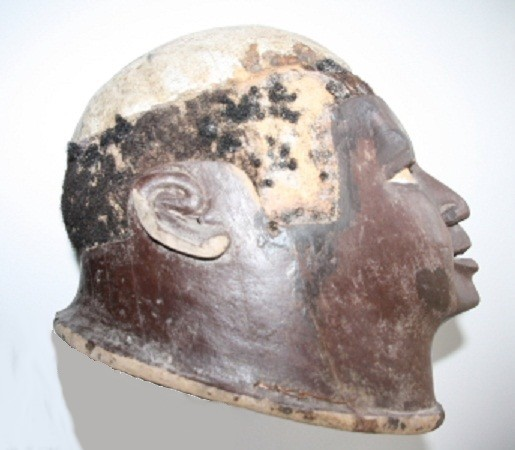
Masque-heaume lipico des Makondé du Mozambique

## Caractéristiques et usages
Les masques mapico sont des masques-heaumes portés au cours de danses cérémonielles lors des rites de passage des jeunes garçons circoncis, elles-mêmes appelées danses mapico. Ces masques sont sculptés par des maîtres artisans, ils sont faits de bois tendre et comportent souvent des cheveux humains. Ils représentent des visages d'hommes ou de femmes avec des labrets ou des scarifications.

## Galerie

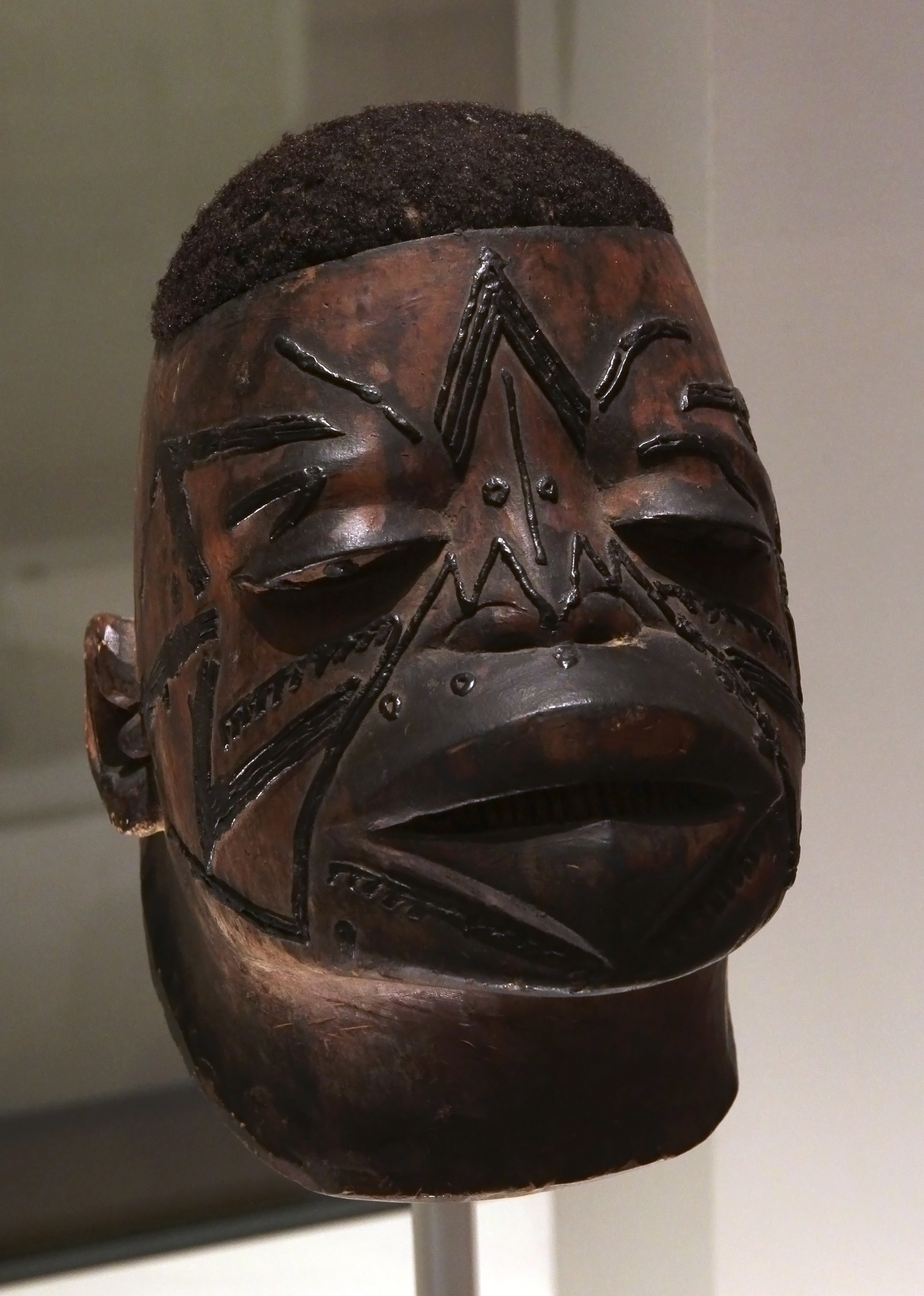
Masque lipico avec scarifications du British Museum
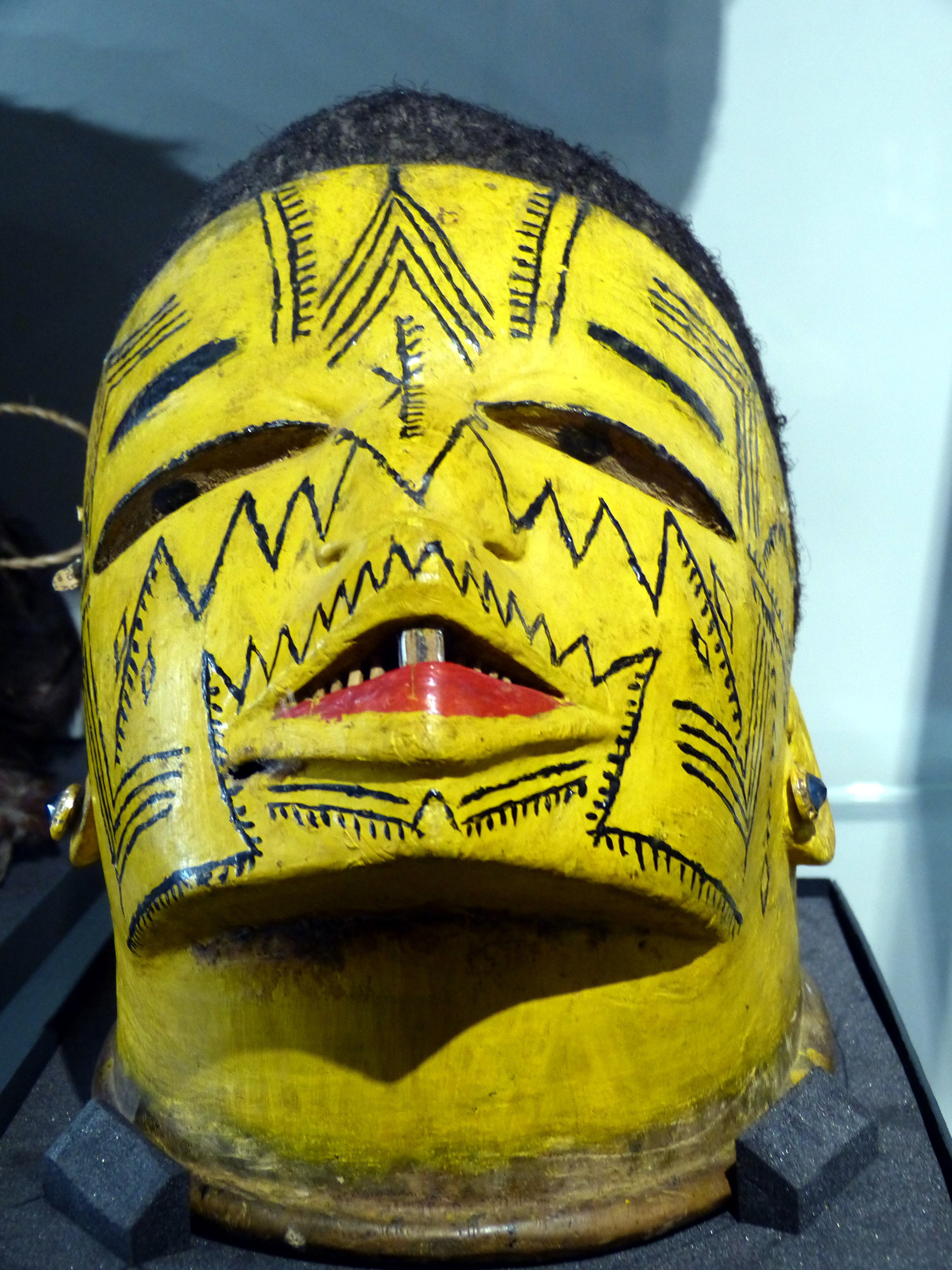
Masque lipico du UBC Museum of Anthropology ( Vancouver / Canada )
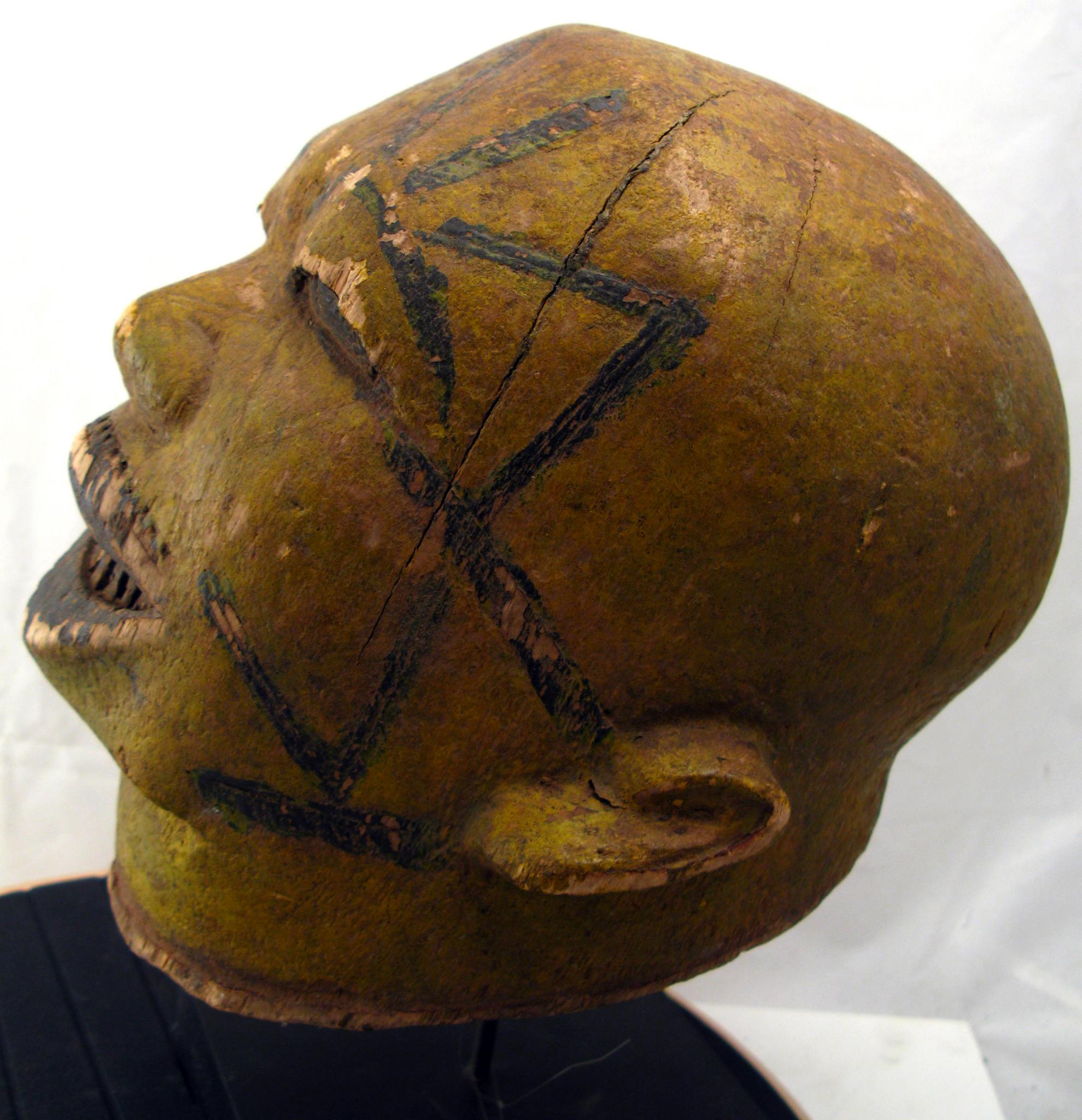
Lipico des Makondé de Tanzanie
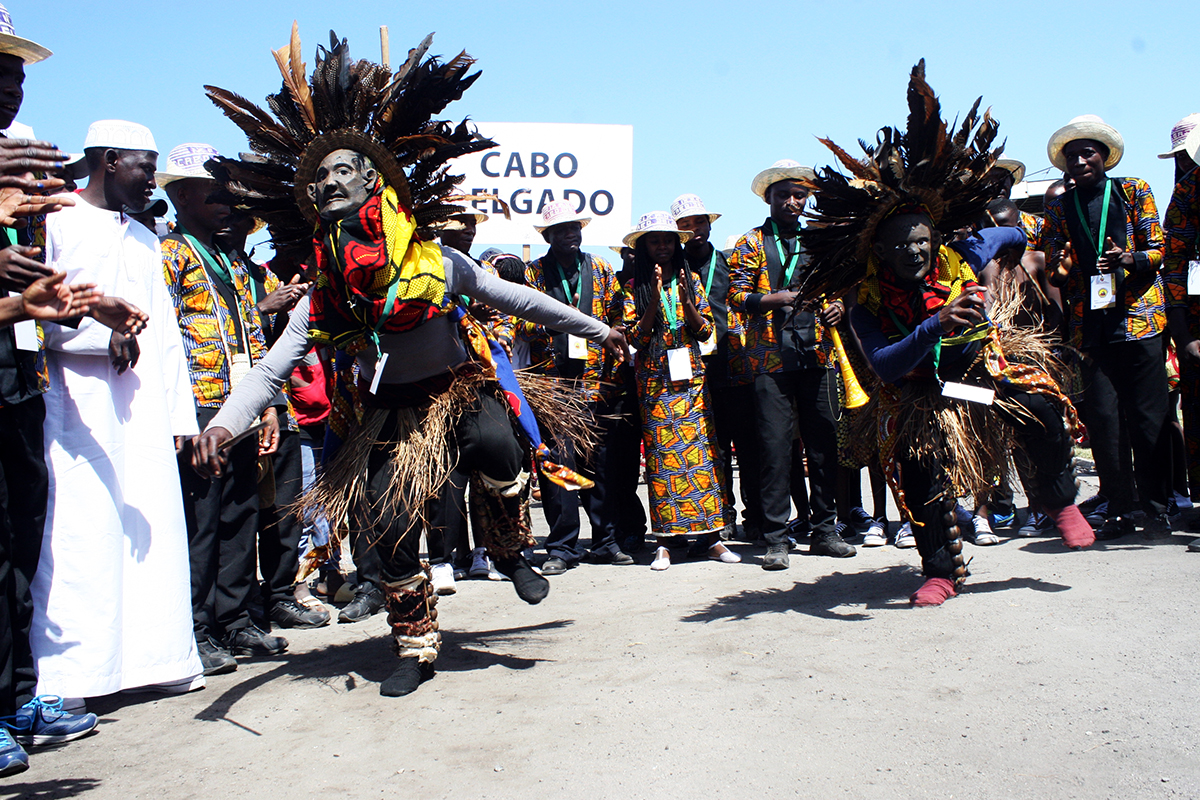
Danse mapico